# 西普拉滕峰
西普拉滕峰（Westliche Plattenspitze）是中歐的山峰，位於瑞士和奧地利接壤的邊境，屬於錫爾夫雷塔阿爾卑斯山脈的一部分，距離大塞山1.6公里，海拔高度2,883米。